# ميتشورينسك
ميتشورينسك (بالروسية: Мичуринск) هي إحدى مدن روسيا في الكيان الفدرالي الروسي تامبوف أوبلاست.

## توأمة
لميتشورينسك اتفاقيات توأمة مع:
- مونستر

## أعلام
- ميتشورين
- فلاديمير زيلدين